# Concejo Municipal de Pérez Zeledón
El Concejo Municipal de Pérez Zeledón es el órgano colegiado del gobierno municipal del cantón de Pérez Zeledón perteneciente a la provincia de San José en Costa Rica y uno de los cantones más poblados del país. Al igual que el alcalde municipal sus miembros son electos popularmente.

## Historia
El 9 de octubre de 1931 durante el segundo gobierno de Cleto González Viquez se crea el cantón de Pérez Zeledón. El 1 de enero de 1932 se llevó a cabo la primera sesión del Concejo Municipal integrado por los regidores propietarios Nazario Segura Madrigal (presidente), Jaime Tabash Alice (vicepresidente), Enrique Tauller (secretario municipal) y José Montero Rodríguez (jefe político) y Carlos Quesada Gamboa.

## Conformación del Concejo
Para las elecciones municipales de 2024, el concejo quedó integrado por una totalidad de cinco partidos políticos. 
| Partido Político.       | Partido Político.                | Alcaldía.                  |
| ----------------------- | -------------------------------- | -------------------------- |
|                         | Partido Unidad Social Cristiana. | Emmanuel Ceciliano Alfaro. |
| Primera Vicealcaldía.   | Partido Unidad Social Cristiana. |                            |
| Rosibel Ramos Madrigal. | Partido Unidad Social Cristiana. |                            |
| Segunda Vicealcaldía.   | Partido Unidad Social Cristiana. |                            |
| Mario Sáenz Mena.       | Partido Unidad Social Cristiana. |                            |

El concejo quedó conformado de la siguiente manera, siendo presidenta del mismo la regidora Andrea Herrera Chaves y vicepresidente el regidor Edgar Mena Rodríguez.
|                                                                        |                                      |                           |           |           |                            |
| Partidos políticos en el Concejo Municipal de Pérez Zeledón 2024-2028. |                                      |                           |           |           |                            |
| Partido político                                                       | Partido político                     | Partido político          | Regidores | Regidores | Regidores                  |
|                                                                        | Partido Unidad Social Cristiana.     |                           | 3         | P.        | Runny Monge Zúñiga.        |
| S.                                                                     | Partido Unidad Social Cristiana.     | Andrés Vega Solís.        | 3         |           |                            |
| P.                                                                     | Partido Unidad Social Cristiana.     | Anais Barrantes Mora.     | 3         |           |                            |
| S.                                                                     | Partido Unidad Social Cristiana.     | Alejandra Arias Calvo.    | 3         |           |                            |
| P.                                                                     | Partido Unidad Social Cristiana.     | Carlos Zúñiga Montero.    | 3         |           |                            |
| S.                                                                     | Partido Unidad Social Cristiana.     | Carlos Mora Navarro.      | 3         |           |                            |
|                                                                        | Partido Nuestro Pueblo.              |                           | 3         | P.        | Marvin Arias Retana.       |
| S.                                                                     | Partido Nuestro Pueblo.              | Álvaro Navarro Navarro    | 3         |           |                            |
| P.                                                                     | Partido Nuestro Pueblo.              | Milena Elizondo Segura.   | 3         |           |                            |
| S.                                                                     | Partido Nuestro Pueblo.              | Dignora Alvarado Roquett. | 3         |           |                            |
| P.                                                                     | Partido Nuestro Pueblo.              | Wilber Ureña Bonilla.     | 3         |           |                            |
| S.                                                                     | Partido Nuestro Pueblo.              | José Calderón Fernández.  | 3         |           |                            |
|                                                                        | Partido Liberación Nacional.         |                           | 1         | P.        | Edgar Mena Rodríguez.      |
| S.                                                                     | Partido Liberación Nacional.         | Henry Mora Espinoza.      | 1         |           |                            |
|                                                                        | Frente Amplio.                       |                           | 1         | P.        | Andrea Herrera Chaves.     |
| S.                                                                     | Frente Amplio.                       | Luz Godínez Méndez.       | 1         |           |                            |
|                                                                        | Partido Progreso Social Democrático. |                           | 1         | P.        | María Josefa Fallas Ureña. |
| S.                                                                     | Partido Progreso Social Democrático. | Weslyn Mena Ríos.         | 1         |           |                            |

La asignación de los síndicos quedó de la siguiente manera.
| Partidos políticos según las sindicalías de Pérez Zeledón 2024-2028. | Partidos políticos según las sindicalías de Pérez Zeledón 2024-2028. | Partidos políticos según las sindicalías de Pérez Zeledón 2024-2028. | Partidos políticos según las sindicalías de Pérez Zeledón 2024-2028. | Partidos políticos según las sindicalías de Pérez Zeledón 2024-2028. | Partidos políticos según las sindicalías de Pérez Zeledón 2024-2028. |
| Partido político                                                     | Partido político                                                     | Partido político                                                     |                                                                      | Síndicos                                                             | Distrito                                                             |
| -------------------------------------------------------------------- | -------------------------------------------------------------------- | -------------------------------------------------------------------- | -------------------------------------------------------------------- | -------------------------------------------------------------------- | -------------------------------------------------------------------- |
|                                                                      | Partido Unidad Social Cristiana.                                     |                                                                      | P.                                                                   | Grethel Campos Jiménez.                                              | San Isidro de El General.                                            |
| S.                                                                   | Partido Unidad Social Cristiana.                                     | Erick Arce Acuña.                                                    |                                                                      |                                                                      | San Isidro de El General.                                            |
| P.                                                                   | Partido Unidad Social Cristiana.                                     | Matilde Vargas Morales.                                              | El General.                                                          |                                                                      |                                                                      |
| S.                                                                   | Partido Unidad Social Cristiana.                                     | Gerardo Solís Castro.                                                | El General.                                                          |                                                                      |                                                                      |
|                                                                      | Partido Nuestro Pueblo.                                              |                                                                      | P.                                                                   | José Antonio Quesada Rangel.                                         | Daniel Flores.                                                       |
| S.                                                                   | Partido Nuestro Pueblo.                                              | Karolin Pérez Ugalde.                                                |                                                                      |                                                                      | Daniel Flores.                                                       |
|                                                                      | Partido Unidad Social Cristiana.                                     |                                                                      | P.                                                                   | Ronny Cruz Hidalgo.                                                  | Rivas.                                                               |
| S.                                                                   | Partido Unidad Social Cristiana.                                     | Rita Valverde Martínez.                                              |                                                                      |                                                                      | Rivas.                                                               |
| P.                                                                   | Partido Unidad Social Cristiana.                                     | Marvin Corrales Mora.                                                | San Pedro.                                                           |                                                                      |                                                                      |
| S.                                                                   | Partido Unidad Social Cristiana.                                     | Yesenia Umaña Piedra.                                                | San Pedro.                                                           |                                                                      |                                                                      |
| P.                                                                   | Partido Unidad Social Cristiana.                                     | Simón Bonilla Rivera.                                                | Platanares.                                                          |                                                                      |                                                                      |
| S.                                                                   | Partido Unidad Social Cristiana.                                     | Betsy Elizondo Castillo.                                             | Platanares.                                                          |                                                                      |                                                                      |
| P.                                                                   | Partido Unidad Social Cristiana.                                     | Carlos Murillo Murillo.                                              | Pejibaye.                                                            |                                                                      |                                                                      |
| S.                                                                   | Partido Unidad Social Cristiana.                                     | Roxinia Pérez Rojas.                                                 | Pejibaye.                                                            |                                                                      |                                                                      |
| P.                                                                   | Partido Unidad Social Cristiana.                                     | Francisco Valverde Valverde.                                         | Cajón.                                                               |                                                                      |                                                                      |
| S.                                                                   | Partido Unidad Social Cristiana.                                     | María Rodríguez Segura.                                              | Cajón.                                                               |                                                                      |                                                                      |
| P.                                                                   | Partido Unidad Social Cristiana.                                     | Nalson Cerdas Mora.                                                  | Barú.                                                                |                                                                      |                                                                      |
| S.                                                                   | Partido Unidad Social Cristiana.                                     | Zobeida Fernández Mora.                                              | Barú.                                                                |                                                                      |                                                                      |
| P.                                                                   | Partido Unidad Social Cristiana.                                     | Luis Fernando Rojas Mena.                                            | Río Nuevo.                                                           |                                                                      |                                                                      |
| S.                                                                   | Partido Unidad Social Cristiana.                                     | Rosibel Cordero Valverde.                                            | Río Nuevo.                                                           |                                                                      |                                                                      |
| P.                                                                   | Partido Unidad Social Cristiana.                                     | Ivannia Navarro Elizondo.                                            | Páramo.                                                              |                                                                      |                                                                      |
| S.                                                                   | Partido Unidad Social Cristiana.                                     | Pablo Céspedes Jiménez.                                              | Páramo.                                                              |                                                                      |                                                                      |
| P.                                                                   | Partido Unidad Social Cristiana.                                     | Ronald Araya Ureña.                                                  | La Amistad.                                                          |                                                                      |                                                                      |
| S.                                                                   | Partido Unidad Social Cristiana.                                     | Rosa Delgado Naranjo.                                                | La Amistad.                                                          |                                                                      |                                                                      |